# 大鬚蟾眼杜父魚
大鬚蟾眼杜父魚，為輻鰭魚綱鮋形目杜父魚亞目隱棘杜父魚科的其中一種，為溫帶海水魚，分布於西南太平洋馬克薩斯群島海域，體長可達25公分，棲息在底層水域，生活習性不明。

## 扩展阅读
維基物種上的相關：大鬚蟾眼杜父魚